# إدوارد كينغ (كاتب)
إدوارد كينغ (بالإنجليزية: Edward King)‏ هو صحفي وكاتب أمريكي، ولد في 1848، وتوفي في 1896.